# Seraphic Fayray in New York + 5 CLIPS
『Seraphic Fayray in New York + 5 CLIPS』（セラフィック フェイレイ イン ニューヨーク プラス ファイブ クリップス） は2003年9月3日にリリースされたFayrayの3rdビデオクリップ集。
発売元はavex trax。

## 収録内容
1. Over
2. Remember
3. stay
4. touch me, kiss me
5. 好きだなんて言えない
6. TV Commercial Clips